# Let's play
Un let's play (« jouons » en anglais) ou playthrough est une vidéo, documentant un playthrough d'un jeu vidéo, incluant toujours le commentaire du joueur. Un let's play diffère d'un walkthrough ou d'un guide de stratégie en se concentrant sur l'expérience subjective d'un individu avec le jeu, souvent avec des commentaires pleins d'humour, irrévérencieux, ou critiques du joueur, plutôt qu'être une source objective d'informations sur la façon de progresser dans le jeu.

## Histoire
Depuis le début du jeu vidéo sur ordinateur, les joueurs ayant accès à des logiciels et périphérique de vidéographie se sont enregistrés en jouant à des jeux. L'une de ces formes consistait à ajouter des commentaires courants, typiquement humoristiques, ainsi que des captures d'écran ou des vidéos[réf. nécessaire].